# غوردون كونيل
غوردون كونيل (بالإنجليزية: Gordon Connell)‏ هو لاعب اتحاد الرغبي بريطاني، ولد في 3 أكتوبر 1944.